# Grand Prix Jean-Pierre Monseré 2023
La 12e édition de Grand Prix Jean-Pierre Monseré a lieu le dimanche 5 mars 2023. Elle fait partie du calendrier UCI Europe Tour 2023 en catégorie 1.1.

## Équipes
| Unknown team category |
|                       |

## Classement final
| n° | Coureur          | Équipe                   | Temps           |
| -- | ---------------- | ------------------------ | --------------- |
| 1  | Gerben Thijssen  | Intermarché-Circus-Wanty | 4 h 35 min 25 s |
| 2  | Caleb Ewan       | Lotto Dstny              | m.t.            |
| 3  | Sam Welsford     | Team DSM                 | m.t.            |
| 4  | Hugo Hofstetter  | Arkéa-Samsic             | m.t.            |
| 5  | Piet Allegaert   | Cofidis                  | m.t.            |
| 6  | Jordi Warlop     | Soudal Quick-Step        | m.t.            |
| 7  | Matteo Malucelli | Bingoal WB               | m.t.            |
| 8  | Vito Braet       | Team Flanders-Baloise    | m.t.            |
| 9  | Itamar Einhorn   | Israel-Premier Tech      | m.t.            |
| 10 | Timothy Dupont   | Tarteletto-Isorex        | m.t.            |